# Maurício António de Freitas
Maurício António de Freitas (Lajes das Flores, ?? — Estados Unidos da América, 6 de Junho de 1983), mais conhecido por Maurício de Freitas, foi um sacerdote católico e educador açoriano, que se destacou como principal impulsionador da criação do Externato da Imaculada Conceição, de Santa Cruz das Flores, o primeiro estabelecimento de educação pós-primária que funcionou na ilha das Flores após a extinção do ensino conventual. É lembrado como patrono da Escola Padre Maurício de Freitas, o principal estabelecimento de ensino da rede escolar florentina e sede da Escola Básica e Secundária das Flores. Foi ordenado padre na Sé Catedral de Angra a 20 de Junho de 1937, tendo exercido, entre outras funções, o cargo de vigário e ouvidor de Santa Cruz das Flores a partir de 1954. 